# Zündversager
Als Zündversager oder auch einfach nur Versager bezeichnet man eine Ladung oder eine Patrone, die in eine Feuerwaffe geladen wurde, aus der sich aber nach dem Betätigen des Abzuges der schussbereiten und funktionsfähigen Waffe kein Schuss löst oder erst mit deutlicher zeitlicher Verzögerung löst.

## Ursachen
Insbesondere bei historischen  Feuerwaffen mit Stein- oder Luntenschloss kommen Zündversager recht häufig vor. In der Regel ist das in die offene Zündpfanne eingestreute Schießpulver witterungsbedingt feucht geworden. Auch eine mechanische Verstopfung des Zündkanals durch Pulverreste aus vorangegangenen Schüssen tritt regelmäßig auf.
Bei moderner Patronenmunition kann durch Überlagerung oder durch unsachgemäße Lagerung ebenfalls Feuchtigkeit in die Hülse eindringen. Hierdurch können entweder die Treibladung oder die Anzündladung oder beide unbrauchbar werden. Auch Produktionsfehler wie z. B. das gänzliche Fehlen der Treibladung oder der Anzündladung sind nicht völlig auszuschließen.
Patronen, die aufgrund von Fertigungstoleranzen zu kurz sind, um stramm am Verschluss der Waffe anzuliegen, können ebenso zu Zündversagern führen wie wiedergeladene Munition, die unsachgemäß aufgearbeitet wurde.
Patronen und Ladungen, deren Schüsse sich aufgrund von Fehlfunktionen an der Waffe nicht lösen, werden nicht als Zündversager bezeichnet.

## Gefahrenabwehr
Da sich aus Waffen mit Zündversagern immer noch zeitlich verzögert ein Schuss lösen kann, darf die Waffe nach dem nicht abgegebenen Schuss keinesfalls abgelegt werden. Je nach Art der Waffe muss diese für einen Zeitraum von bis zu 30 Sekunden weiter auf einen sicheren Kugelfang gerichtet bleiben. Das Entladen der Waffe muss dann unbedingt so erfolgen, dass die Waffe während des Entladevorganges dorthin zielt, wo ein sich nachträglich lösender Schuss keinen Schaden anrichten kann.